# Casa Valls (Sant Just Desvern)
Casa Valls és una obra de Sant Just Desvern (Baix Llobregat) protegida com a Bé Cultural d'Interès Local.

## Descripció
Edifici unifamiliar amb maó vist i persianes blanques que destaca pel diàleg entre la suau adaptació a la topografia i la potència expressionista d'un nucli de tres xemeneies. És una obra que palesa influències de l'arquitectura de Coderch i el realisme italià i que posa gran cura en els detalls.